# Zomba (district)
Zomba is een district in de zuidelijke regio van Malawi. De hoofdstad van het district heet ook Zomba. Het district heeft een oppervlakte van 2580 km² en een inwoneraantal van 546.661.